# Himani Shivpuri
Himani Bhatt Shivpuri (Dehradun, 1960) è un'attrice indiana, principalmente nota per aver recitato nel film del 1994 Hum Aapke Hain Koun..! di Sooraj R. Barjatya e per il ruolo di Devki Bhojai nella serie televisiva Humrahi in onda su DD National.
Ha studiato recitazione presso la National School of Drama di Nuova Delhi, dove si è diplomata nel 1984. Nello stesso anno debutta nel film Ab Ayega Mazaa
È stata sposata con l'attore Gyan Shivpuri, morto nel 1995, con il quale ha avuto un figlio, Katyayan.
Nel 2011 è stata premiata in occasione del diciannovesimo JAI National Award.